# 神岡鉄道DB1形ディーゼル機関車

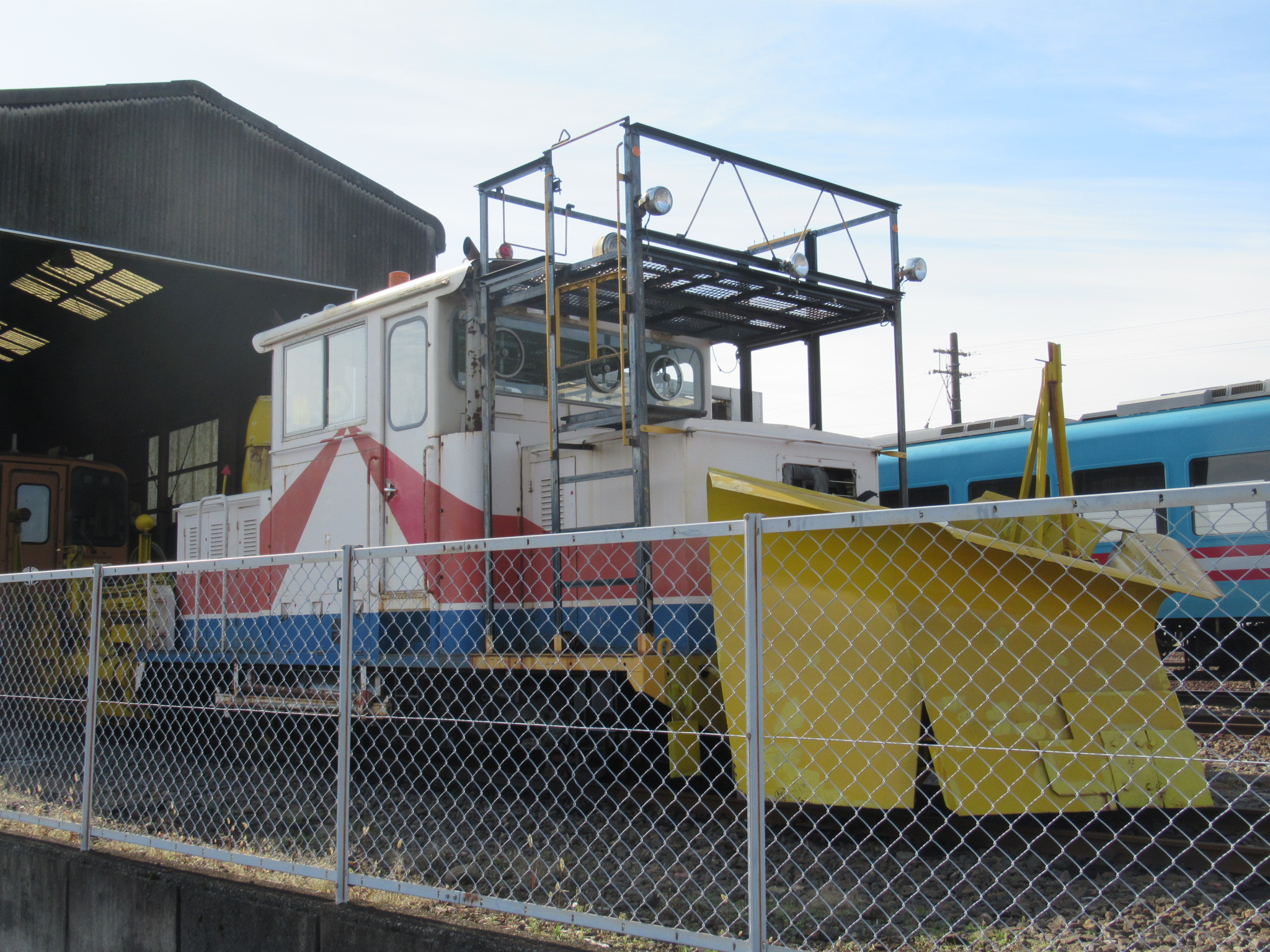
樽見鉄道DB1 本巣駅

神岡鉄道DB1形ディーゼル機関車（かみおかてつどうDB1がたディーゼルきかんしゃ）は、かつて神岡鉄道で運用されていたディーゼル機関車である。1両のみ（1）のみ存在した。
現在は樽見鉄道の除雪用モーターカーDB1として運用されている。新造後、神岡鉄道で運用された最初の1年は車籍を有していたため、ここでは樽見鉄道DB1形としてではなく、鉄道車両として運用されていた神岡鉄道のDB1形ディーゼル機関車として記述する。

## 概要
1984年（昭和59年）に富士重工業で製造された凸形ディーゼル機関車であり、同年11月から神岡鉄道で運用された。除雪時には片側に排雪板（ブレード）、片側にロータリー式の除雪装置を装備し、ラッセル車とロータリー車の両方の機能を持つ。ロータリー式の除雪装置の動力は、機関車走行用機関とは別にSMA1形（260PS）ディーゼルエンジンを1基、用いる。
1985年（昭和60年）に除籍され、機械扱いの除雪用モーターカーとなる。
2005年（平成17年）12月から翌年1月の豪雪のため、樽見鉄道樽見線の山間部（旧・根尾村）を中心に1ｍ以上の積雪により、18日間運休となる。そのため国土交通省から除雪車の導入などの改善を求められる。そこで2006年（平成18年）12月1日で廃止される予定の神岡鉄道から、除雪用モーターカーのDB1形を譲り受けることになり、2006年11月17日より樽見鉄道での運用が開始される。翌年に正式に購入する。
現在も車体の色は、神岡鉄道当時のままである。

## 主要諸元
- 全長：
  - 7,590mm（車両本体）
  - 12,555mm（除雪装置装備後）
- 全幅：
  - 2,700mm（車両本体）
  - 4,500mm（除雪装置装備後）
- 全高：3,805mm
  - 3,685mm（車両本体）
  - 3,685mm（除雪装置装備後）
- 自重：
  - 18.6t（車両本体）
  - 24.8t（除雪装置装備後）
- 機関：E120形ディーゼル機関1基
- 軸配置：B
- 出力：202PS